# Punta Marguareis
La Punta Marguareis , o Marguarèis, es una montaña de los Alpes que mide 2651 m s. n. m. Es la cima más elevada de los Alpes Ligures, punto central entre el Valle Pesio, el valle de Tanaro y el de Roia. Se encuentra sonre la línea fronteriza italo-francesa, entre la provincia de Cuneo y el departamento de los Alpes-Marítimos. La cima, tras el tratado de paz de 1947, se encuentra en territorio francés.

## Características
El nombre deriva de la jerga de los pastores: antiguamente se llamaba Maraguaréz y Maravarez, transformado luego en el nombre actual. La vertiente sur es cárstica y va bajando suavemente; la vertiente norte en vez de ello es una pared vertical surcada por canales muy difíciles.
En la vertiente norte, no lejos del refugio Garelli, se encuentra el lago del Marguareis (1928 m), un espejo de agua muy pequeña alimentado directamente por algunos manantiales. Sus aguas descienden por el valle del Marguareis y el valle del Salto para confluir luego en el Pesio.
La zona es muy importante por los fenómenos cársticos, con cuevas que alcanzan los 50 km de extensión y 900 metros de profundidad.
El macizo, además de la punta principal comprende la Punta Tino Prato (2595 m), la anticima (2610 m) y la Cima sur del Marguareis (2581 m).

## La primera ascensión
Fue ascendido por vez primera (y notificado) por la cresta sur por Lorenzo Pareto, partiendo de Carnino, en la Briga Alta. La pared norte fue en lugar de ello escalada por vez primera el 30 de junio de 1903 por A. Gandolfi y S. Gattai de Génova.

## Otras vías de salida
El itinerario más clásico del macizo precede la partida desde Carnino superior a través de la garganta de la Chiusetta mientras el Canalone dei Genovesi y la posterior Arista Oeste prevé un tramo menos fácil. Este último fue recorrido por vez primera por los alpinistas B. Aquasciati, G. Kleudgen y G. Miraglio el 4 de agosto de 1923 en descenso, mientras la primera cumbre invernal se debe atribuir a Primo Mattalia el 25 de diciembre de 1946. El canalón tiene de largo 600 metros con pendientes de hasta 45°. Normalmente está nevado hasta finales del verano y para subirlo es necesario equipamiento de alpinismo invernal.

## Refugios
- Refugio Garelli (1990 m)
- Refugio Don Barbera (2070 m)
- Cabaña Saracco-Volante (2220 m) (cabaña espeleológica)